# Le Temple (Gironde)
Le Temple ist eine französische Gemeinde im Département Gironde in der Region Nouvelle-Aquitaine mit 648 Einwohnern (Stand: 1. Januar 2022). Sie gehört zum Arrondissement Lesparre-Médoc und zum Kanton Le Sud-Médoc. Die Einwohner werden Porgeais genannt.

## Geografie
Le Temple liegt etwa 32 Kilometer westnordwestlich von Bordeaux in der Landschaft Médoc nahe der Atlantikküste (18 Kilometer). Das Gemeindegebiet gehört zum Regionalen Naturpark Médoc. Umgeben wird Le Temple von den Nachbargemeinden Saumos im Norden, Sainte-Hélène und Salaunes im Nordosten, Saint-Médard-en-Jalles im Osten, Saint-Jean-d’Illac im Südosten, Lanton im Süden und Südwesten, Arès im Südwesten, sowie Le Porge im Westen.

## Bevölkerung
| Jahr      | 1962 | 1968 | 1975 | 1982 | 1990 | 1999 | 2006 | 2017 |
| --------- | ---- | ---- | ---- | ---- | ---- | ---- | ---- | ---- |
| Einwohner | 387  | 344  | 403  | 467  | 431  | 498  | 510  | 615  |